# Европски шампионат у шаху 1965, мушкарци

## Лична карта турнира
3° европски тимски шаховски шампионат
| Датум:                              | 6. - 16. јуни 1965.  |
| Место:                              | Хамбург              |
| Место одигравања:                   | Curio-Haus           |
| Држава:                             | Немачка              |
| Председник организационог комитета: | Mr. Willy Fohl (НЕМ) |
| Главни судија:                      | /                    |
| Број тимова у финалу:               | 6                    |
| Број играча:                        | 71                   |
| Број одиграних партија:             | 300                  |

3° европски тимски шаховски шампионат је одржан у Хамбургу, Западна Немачка, 1965. године. Сиостем такмичења је задржан из 1961. СССР и Југославија су се директно квалификовали у финале а остали тимови су морали да прођу кроз квалификације. Мађарска и Румунија су се квалификовале у источноевропској групи али не и Бугарска и Источна Немачка док се Холандија лако квалификовала испред Шпанија. СССР је и на овом такмичењу био фаворит за златну медаљу иако у тиму нису били Таљ, Спаски, Гелер, Керес и Плугајевски, док су за сребрну медаљу конкуренти били Југославија и Мађарска.
Мађарска је направила добар корак ка путу за сребрну медаљу победивши на почетку Југославију, док СССР побеђује Немачку са 6½ : 3½, у другом колу Румунију са 8 : 2, а затим и Југославију и Мађарску. После првог циклуса СССР је водио са 34 поена испред Југославије (29) и Мађарске (28). Шестог такмичарског дана Мађарска поново побеђује Југославију, а у осмом колу СССР побеђује Југославију са 7 : 3 и практично осваја златну медаљу. Мађарска сензационално попеђује СССР, пре свега захваљујући победама Саба над Ботвиником Билек против Корчноја. На крају турнира су Југославија и Мађарска биле изједначене са 57 поена али ипак Југославија осваја сребрну медаљу на основу вађећих правила. Мађарска је имала сјајан тимски биланс (девет победа и један пораз), укључујући и две победе над Југославијом. Контроверзни тај-брејк метод код одлучивања победника ускоро ће бити укинут и уведен бергеров систем већ на следећем такмичењу.
Такмичари из СССР-а су играли добро према очекивању, изузев Ботвиника који је на изненађење свих изгубио три партије.

## Прелиминарне борбе
| №  | Држава     | 1  | 2  | 3  | Σ    | + | = | - |  |
| -- | ---------- | -- | -- | -- | ---- | - | - | - |  |
| 1. | Холандија  |    | 6½ | 9½ | 16.0 | 2 | 0 | 0 |  |
| 2. | Шпанија    | 3½ |    | 8½ | 12.0 | 1 | 0 | 1 |  |
| 3. | Луксембург | ½  | ½  |    | 2.0  | 0 | 0 | 2 |  |
| /  |            |    |    |    |      |   |   |   |  |

| №  | Држава     | 1   | 1   | 2   | 2   | 3   | 3   | Σ    | + | = | - |  |
| -- | ---------- | --- | --- | --- | --- | --- | --- | ---- | - | - | - |  |
| 1. | Немачка    |     |     | 5.0 | 7.0 | 6.0 | 9.0 | 27   | 3 | 1 | 0 |  |
| 2. | Аустрија   | 5.0 | 3.0 |     |     | 6.0 | 7.0 | 21.0 | 2 | 1 | 1 |  |
| 3. | Швајцарска | 4.0 | 1.0 | 4.0 | 3.0 |     |     | 12.0 | 0 | 0 | 4 |  |
| /  |            |     |     |     |     |     |     |      |   |   |   |  |

| №  | Држава          | 1   | 1   | 2   | 2   | 3   | 3   | 4   | 4   | Σ   | + | = | - |  |
| -- | --------------- | --- | --- | --- | --- | --- | --- | --- | --- | --- | - | - | - |  |
| 1. | Мађарска        |     |     | 8½  | 5.0 | 6.0 | 6.0 | 7.0 | 7.0 | 19½ | 5 | 1 | 0 |  |
| 2. | Румунија        | 1½  | 5.0 |     |     | 6.0 | 6½  | 5½  | 7.0 | 31½ | 4 | 1 | 1 |  |
| 3. | Источна Немачка | 4.0 | 4.0 | 4.0 | 3½  |     |     | 5½  | 4½  | 25½ | 1 | 0 | 5 |  |
| 4. | Бугарска        | 3.0 | 3.0 | 4½  | 3.0 | 4½  | 5½  |     |     | 23½ | 1 | 0 | 5 |  |

## Турнирска табела - финалне борбе
| №  | Држава          | 1   | 1   | 2   | 2   | 3   | 3   | 4   | 4   | 5   | 5   | 6   | 6   | + | = | -  |  | Поени |
| -- | --------------- | --- | --- | --- | --- | --- | --- | --- | --- | --- | --- | --- | --- | - | - | -- |  | ----- |
| 1. | Совјетски Савез |     |     | 6.0 | 7.0 | 6.0 | 4½  | 6½  | 6½  | 8.0 | 6½  | 7½  | 7½  | 9 | 0 | 1  |  | 66.0  |
| 2. | Југославија     | 4.0 | 3.0 |     |     | 4½  | 4½  | 6½  | 6½  | 7.0 | 6½  | 7.0 | 7½  | 6 | 0 | 4  |  | 57.0  |
| 3. | Мађарска        | 4.0 | 5½  | 5½  | 5½  |     |     | 6.0 | 5½  | 6½  | 6½  | 6.0 | 6.0 | 9 | 0 | 1  |  | 57.0  |
| 4. | Немачка         | 3½  | 3½  | 3½  | 3½  | 4.0 | 4½  |     |     | 4.0 | 5.0 | 6½  | 7.0 | 2 | 1 | 7  |  | 45.0  |
| 5. | Румунија        | 2.0 | 3½  | 3.0 | 3½  | 3½  | 3½  | 6.0 | 5.0 |     |     | 5½  | 6.0 | 3 | 1 | 6  |  | 41½   |
| 6. | Холандија       | 2½  | 2½  | 3.0 | 2½  | 4.0 | 4.0 | 3½  | 3.0 | 4½  | 4.0 |     |     | 0 | 0 | 10 |  | 33½   |

## Појединачни резултати
1. Совјетски Савез: Петросјан 6/10, Ботвиник 3,5/8, Корчној 5,5/9, Смислов 6/9, Бронштајн 5/9, Штајн 7/10, Тајманов 5/8, Авербах 6/8, Крогиус 4,5/8, Лутиков 6,5/8, Болеславски 5/6, Лајн 6/7
2. Југославија: Ивков 5/10, Глигорић 7/10, Матановић 5,5/10, Матуловић 6,5/10, Парма 5,5/10, Трифуновић 3,5/7, Дамјановић 4/9, Удовчић 6/9, Ћирић 4/8, Минић 4/8, Маровић 3,5/5, Буљовчић 2,5/4
3. Мађарска: Портиш 5/9, Сабо 5/10, Билек 4/9, Ленђел 5,5/10, Баржа 7/10, Форинтош 7,5/10, Хонфи 5,5/9, Дели 5/9, Флеш 3,5/7, Клугер 2,5/6, Погац 3,5/5, Наваровски 3/6
4. Немачка: Унцикер 3,5/10, Шмид 6,5/10, Пфлегер 5,5/10, Хехт 3,5/10, Тешнер 4,5/9, Трогер 2/5, Кестлер 5,5/10, Хојбнер 4,5/8, Бесер 2,5/8, Ајзинг 2,5/7, Вајзе 3/8, Фаненсмит 1,5/5
5. Румунија: Георгију 4,5/10, Чокалтеа 4,5/10, Гитеску 4,5/10, Радовићи 5/10, Гунсбергер 2,5/9, Сабо Ј. 4/10, Станчију 4,5/10, Павлов 5/10, Ботез 3,5/9, Нацу 1,5/6, Воицулеску 2/6
6. Холандија: Донер 5,5/10, Лангевег 3/10, Ван ден Берг 2/8, Цуидема 3,5/10, Барендрегт 3,5/10, Ван Гит 0,5/6, Крамер Х. 0,5/7, Ри 4/10, Бредевоут 3/8, Хенеберке 3/8, Хартох 1,5/6, Ван Вијнгарден 3,5/7